# City Ground
City Ground este un stadion de fotbal din Nottingham, Nottinghamshire, Anglia. Acesta este stadionul de casă al clubului Nottingham Forest Football Club încă de la deschiderea sa în 1898.
City Ground se află la doar 275 de metri depărtare de Meadow Lane, stadionul clubului vecin, Notts County; cele două stadioane fiind cele mai apropiate stadioane de fotbal profesionist din Anglia și a doilea cele mai apropiate din Marea Britanie după stadioanele lui Dundee FC și Dundee United. City Ground și Meadow Lane sunt despărțite de râul River Trent.
Cu o capacitate de 30.602 de locuri, City Ground este al 24-lea stadion de fotbal ca mărime din Anglia.
Stadionul a fost unul din stadioanele gazdă la Euro 1996. 

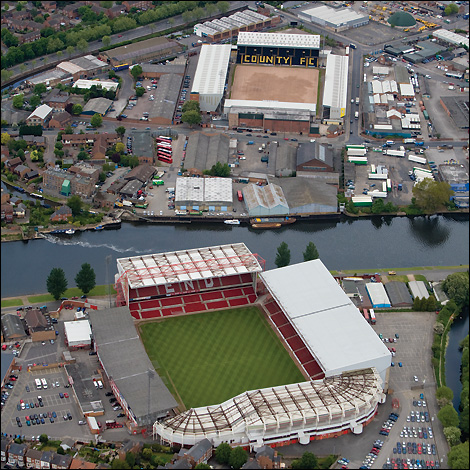
Vedere aeriană a proximității dintre City Ground (jos) și Meadow Lane

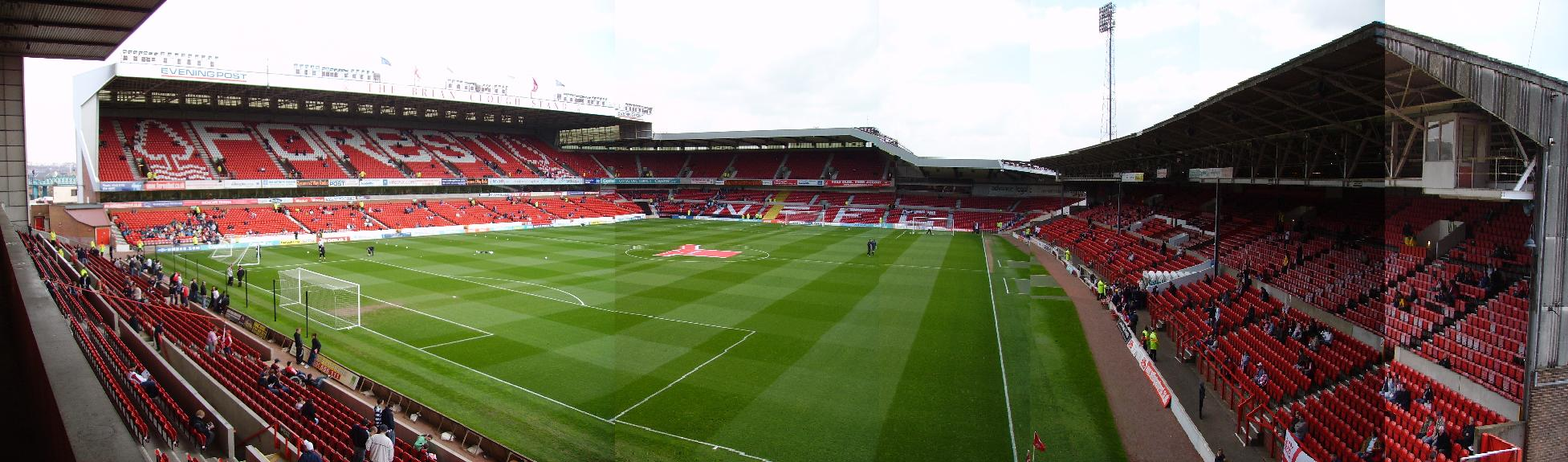
Panorama arenei văzută din Trent End.

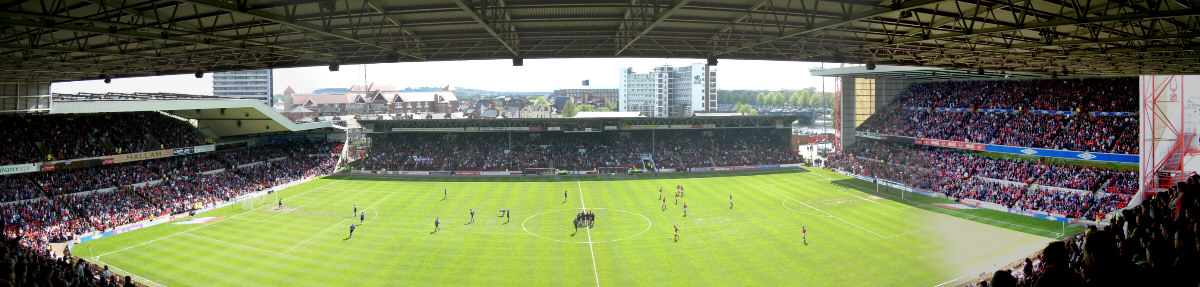
Panorama văzută din Brian Clough Stand

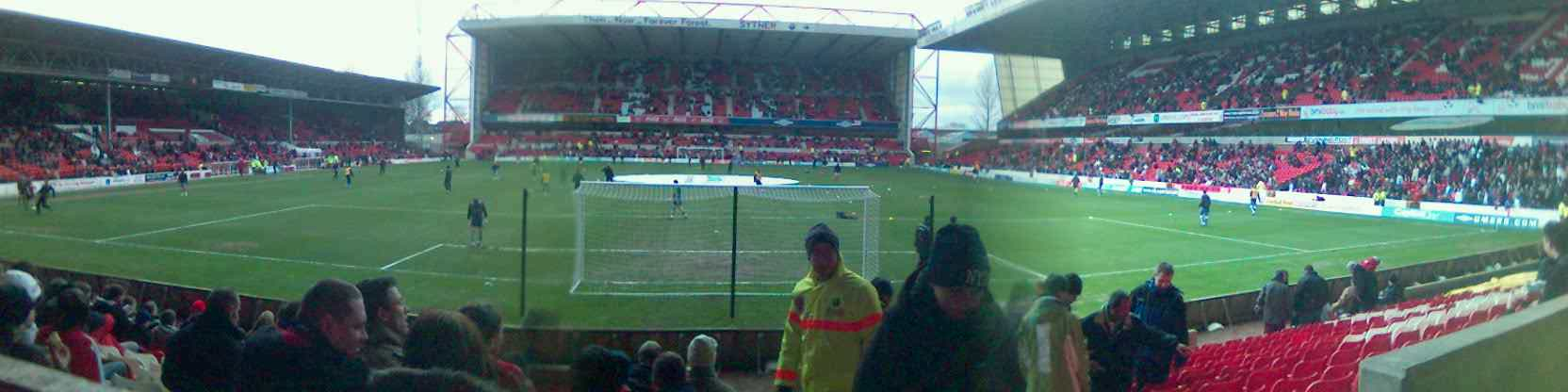
Panorama văzută din Bridgford End Lower Tier